# Pterodroma cookii
El petrel de Cook (Pterodroma cookii), también denominada fardela blanca de Cook, pardela patiazul, fardela blanca de Más a Tierra o fardela de Cook, es una especie de ave procelariforme de la familia de los proceláridos (Procellariidae). 
Es una especie altamente pelágica, excepto durante la  anidación en las islas litorales, cordilleras, bosques o laderas escarpadas. El petrel de Cook sólo se reproduce en tres pequeñas islas de Nueva Zelanda: Little Barrier, Great Barrier y Codfish. Migra al océano Pacífico desde Nueva Zelanda fuera de la época de la cría, a veces puede llegar hasta la costa oeste de Estados Unidos y América del Sur. Se alimenta principalmente de peces, calamares y algunos crustáceos.

## Descripción

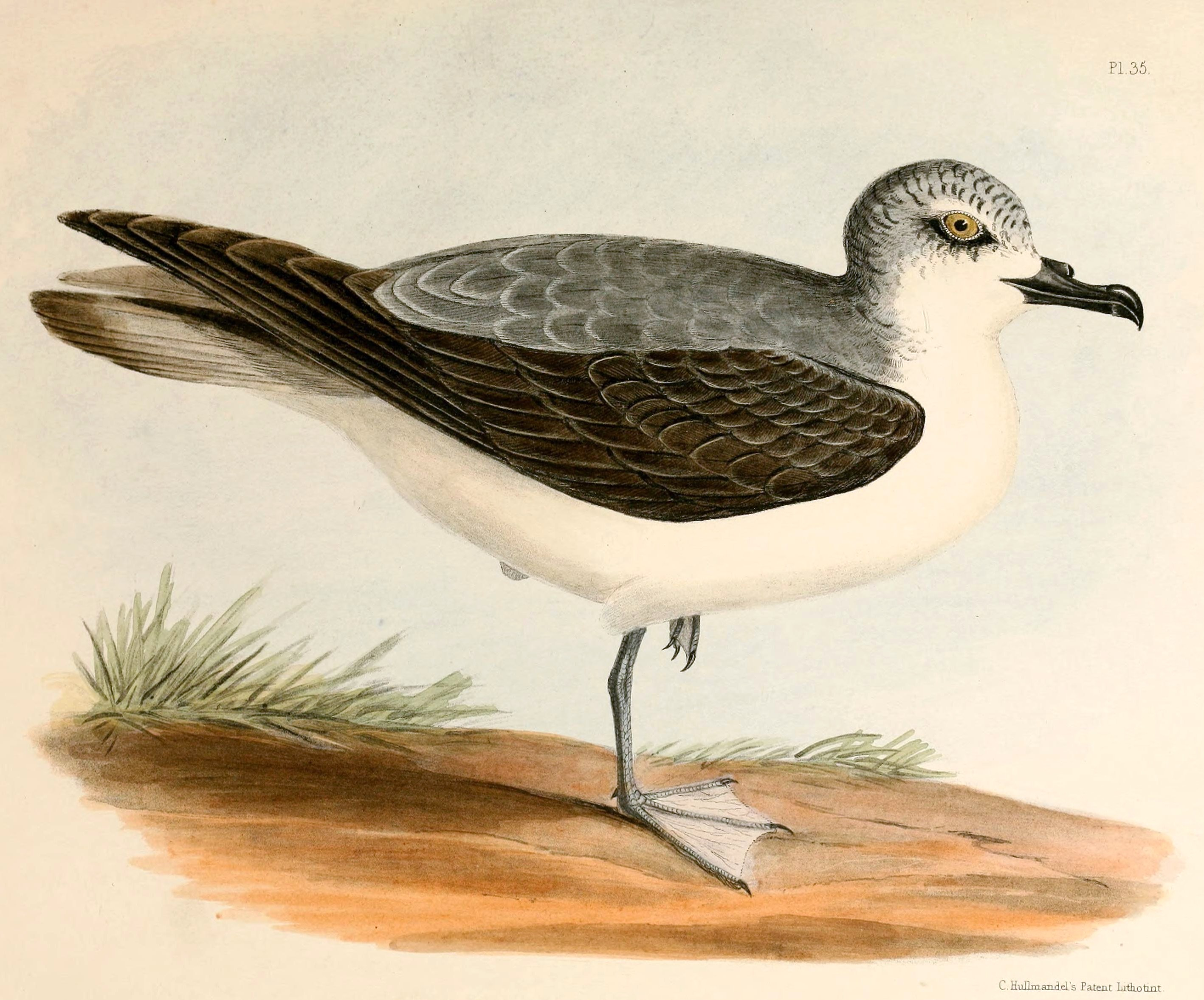
Ilustración de Charles Joseph Hullmandel

Es un ave de 25 a 30 cm, con una envergadura de 65 a 66 cm. El pico es largo y de color negro con fosas nasales tubulares en ambos lados. Como todos los miembros de la orden Procellariiformes, está habilidad nasal con un excepcionalmente agudo sentido del olfato, es utilizada por las aves para localizar alimento y su sitio de anidación en la oscuridad.
Utilizan madrigueras y grietas en la roca para anidar, prefiriendo los sitios densamente boscosos. Anteriormente era una especie numerosa, la estimación de la población actual es de 1.258.000 y en descenso. Se clasifica como vulnerable debido a que se reproduce sólo en tres pequeñas islas. Aunque la población de la isla Little Barrier se mantiene estable, las otras dos poblaciones están disminuyendo, debido a la introduccción de ratas y wekas que se alimentan de huevos y pichones. En Great Barrier Island se han introducido cerdos, perros, ratas y gatos que han atacado los nidos y madrigueras, disminuyendo la población allí.